# Yūta Iyama
Iyama Yuta (井山裕太?) (24 de mayo de 1989) es un jugador de go profesional.

## Biografía
Iyama hizo historia al convertirse en el jugador más joven en ganar el título Meijin a la edad de 20 años. En el momento en el que se alcanzó el nivel de 1 dan en Japón tenía sólo 12 años. Rápidamente se convirtió en 4 dan en 2005. Entonces ascendió a 7 dan en el mismo año al ganar la 12.ª Copa Agon. En 2008 fue promovido a 8 dan por desafiar al Meijin. Un año después ganó el título y fue promovido a 9 dan.
John Fairbairn dijo acerca del estilo de juego de Iyama: "Iyama juega sólidamente, espera a que el oponente ataque y entonces intenta tener la iniciativa en el contraataque".

## Campeonatos y subcampeonatos
| Título                        | Años ganado      |
| ----------------------------- | ---------------- |
| Actuales                      | 10               |
| Meijin                        | 2009, 2010       |
| Copa Agon                     | 2005             |
| Ryusei                        | 2009             |
| Shinjin-O                     | 2007             |
| Gran Campeón de la Copa Daiwa | 2008, 2009       |
| Copa Nakano                   | 2005, 2006, 2007 |
| Copa Yugen                    | 2009             |
| Totales                       | 10               |

| Títulos               | Años perdido |
| --------------------- | ------------ |
| Actuales              | 3            |
| Meijin                | 2008         |
| Shinjin-O             | 2005         |
| Copa Daiwa            | 2007         |
| Continentales         | 1            |
| Copa Agon China-Japón | 2006         |
| Totales               | 4            |